# برگا، تورینگن
شهر برگا/الستر در ایالت تورینگن در کشور آلمان واقع شده است.

## نگارخانه

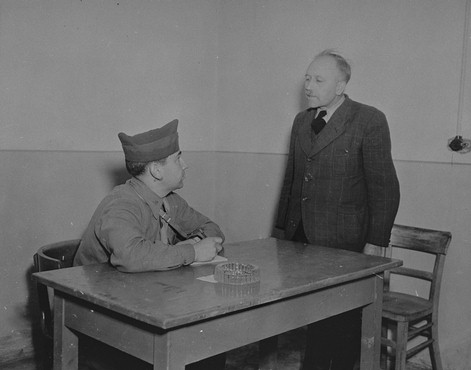